# Hiboka
Hiboka là một chi nhện trong họ Idiopidae.